# Ilarion Borisovič Tolbuzin
 Ilarion Borisovič Tolbuzin (rusky Иларион (Ларион) Борисович Толбузин, † 1676) byl ruský administrátor, působil na Sibiři, mimo jiné jako správce (prikazčik) v Něrčinsku v letech 1662–1669.

## Život
Ilarion Tolbuzin pocházel z rodiny sibiřských služilich ljuděj, byl synem bojarským. Jeho otec Boris Tolbuzin pocházel z ruského šlechtického rodu Tolbuzinů, byl poslán do vyhnanství do Tobolska, připomínán je v letech 1625–1638. Sloužil v Tobolském vojevodství jako jeden z cca 40 tamních dětí bojarských: velel pochodům proti kočovníkům, byl správcem vsí Tobolského vojevodství.
Ilarion Tolbuzin také sloužil v Tobolsku, roku 1661 byl přeložen do Něrčinsku správcem (prikazčikom) ostrohů v Zabajkalí. Něrčinský, Irgenský a Telenbinský ostroh převzal od svého předchůce A. F. Paškova v květnu 1662. Ve třech ostrozích měl dohromady 75 kozáků a úředníků, jejich počet se však brzy snížil až na 46. Nekompromisně hájil své pravomoce, nechal spálit Jaravinský ostroh, postavený kozáky z ilimského vojevodství. Měl dobré vztahy s protopopem Avvakumem, který žil v Něrčinsku ve vyhnanství.
Roku 1666 navázal styky se skupinou uprchlíků, kteří zavraždili ilimského vojevodu a usadili se na Amuru v Albazinu. Podřídil je sobě a jejich vůdce, Nikifora Černigovského uznal za legitimního představitele ruské vlády na Amuru. Po neobvykle dlouhé době ve funkci byl roku 1669 vystřídán Danilem Aršinským. Od roku 1671 spravoval ťumenské vojevodství. Jeho syn Fadlej zatím v letech 1670–1672 vykonával úřad vojevody v Berezovu.
V dubnu 1676 do Tobolska došlo rozhodnutí moskevského Sibiřského prikazu, podle něhož Ilarion Tolbuzin dostal podruhé místo správce v Něrčinsku a Fadděj Tolbuzin byl jmenován správcem v sousedním Albazinu. Ale po cestě z Moskvy do Tobolska Fadděj zemřel. Náhradou byl do Albazinu jmenován druhý Ilarionův syn Alexej Tolbuzin. Oba se koncem června 1676 vydali s nákladem zbraní a střeliva na cestu, ale Ilarion po cestě zemřel v Rybinském ostrohu (na Angaře). Alexej v únoru 1678 dorazil do Albazinu a vzápětí předal úřad svému nástupci Grigoriji Lonšakovovi. Později Alexej několik měsíců správcoval v Něrčinsku (od dubna 1678) a roku 1683 byl jmenován prvním vojevodou Albazinu, kde roku 1686 zahynul v boji s čchingskou armádou.